# Bernay

Bernay este o comună în departamentul Eure, regiunea Normandia de Sus, Franța. În 2009 avea o populație de 10285 de locuitori.